# Haarstärkenmessgerät
Das Haarstärkenmessgerät (auch: Trichometer) ist ein Präzisionsmessinstrument und wird im Friseurhandwerk verwendet, um die Haarstärke und den Haarquerschnitt bis auf ein hundertstel Millimeter genau zu ermitteln. Die Haarstärke und der Haarquerschnitt haben Einfluss auf das Aussehen, die Frisierbarkeit und die Pflege der Haare.

## Messungen

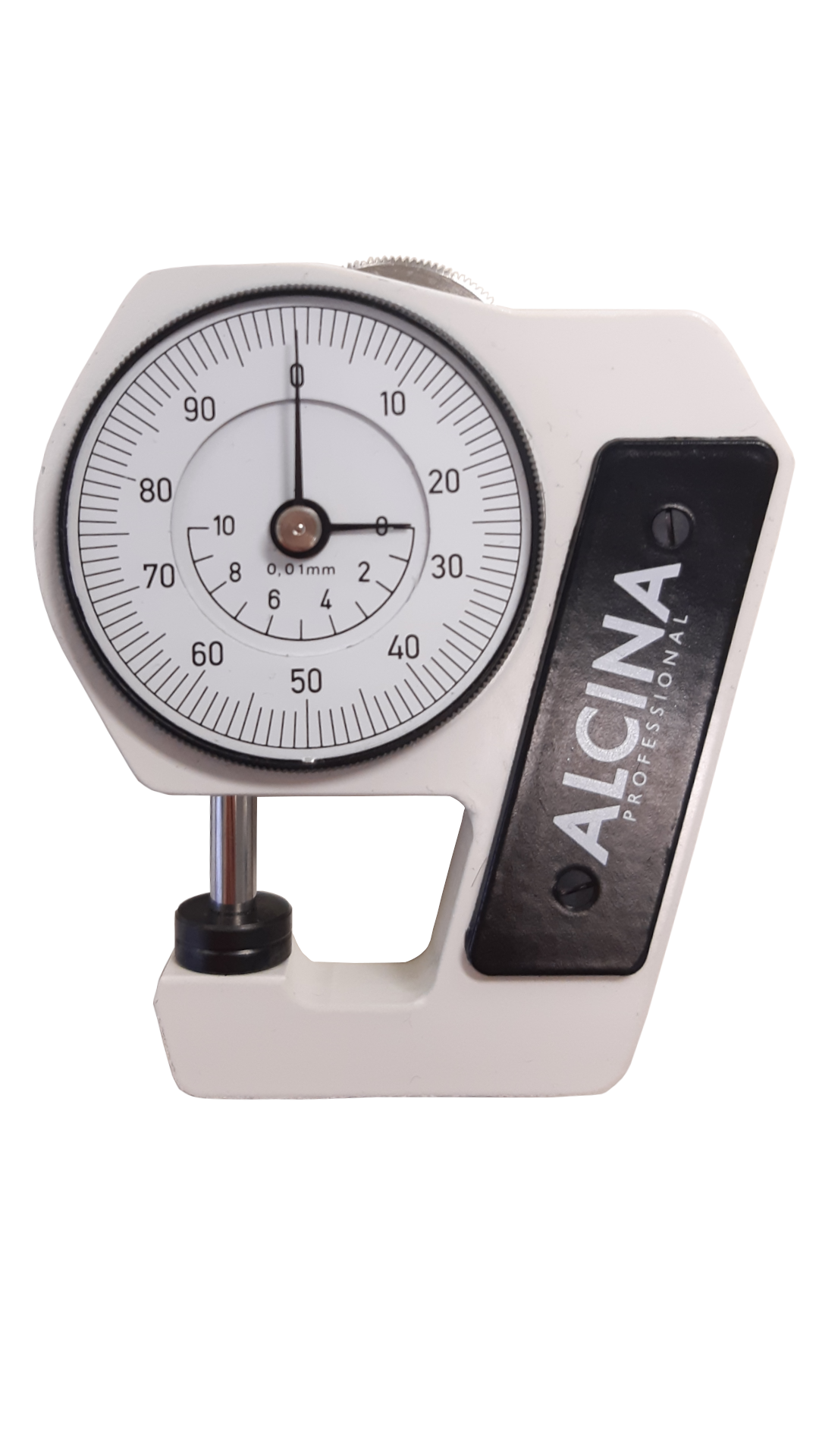
Mit dem Haarstärkenmessgerät werden Plan- und Schlaufenmessung durchgeführt.

Mit dem Haarstärkenmessgerät werden die Planmessung und die Schlaufenmessung durchgeführt. Dafür werden unbehandelte Haare an drei verschiedenen Stellen des Kopfes vermessen: Ein Haar im Nacken, ein Haar im Wirbelbereich und ein Haar an den Seiten. Der Unterschied zwischen Plan- und Schlaufenmessung liegt darin, dass bei der Planmessung das Haar geradlinig zwischen die Sensoren gelegt wird, während das Haar bei der Schlaufenmessung zu einer ca. fingernagel-großen Schleife gelegt wird.

## Interpretation der Messergebnisse

### Haarfärbung und Umformung
Die folgende Tabelle zeigt auf, was bei gegebenen Haarstärken und Haarquerschnitten bei einer Haarfärbung oder Umformung beachtet werden muss. Die Messwerte beziehen sich auf unbehandeltes Haar und stellen den Durchschnitt nach Messung an unterschiedlichen Stellen des Kopfes dar. Der Hintergrund dieser Tabelle liegt darin, dass die bekannten Rezepturen vor allem für Haarstärken zwischen 0,03 und 0,06 mm (feines bis normales Haar) gelten. Für resistentes und dickeres Haar (ab 0,07 mm) ist eine besondere Rezeptur empfehlenswert.
| Planmessung ➔ Haarstärke | Schlaufenmessung | Unterschied zwischen Plan- und Schlaufenmessung ➔ Haarquerschnitt | Einfluss auf Haarfärbung   | Einfluss auf Umformung                                                                                             |
| ------------------------ | ---------------- | ----------------------------------------------------------------- | -------------------------- | --- |
| < 0,05 mm ➔ fein         | 0,05 mm          | kein Unterschied ➔ rund                                           | Eine Nuance heller wählen  | Unabhängig vom Querschnitt wird eine Wicklergröße kleiner als normal gewählt                                       |
| < 0,05 mm ➔ fein         | 0,07 mm          | Unterschied bis zu 0,02 mm ➔ oval                                 | Eine Nuance heller wählen  | Unabhängig vom Querschnitt wird eine Wicklergröße kleiner als normal gewählt                                       |
| < 0,05 mm ➔ fein         | 0,08 mm          | Unterschied mehr als 0,02 mm ➔ flach                              | Eine Nuance heller wählen  | Unabhängig vom Querschnitt wird eine Wicklergröße kleiner als normal gewählt                                       |
| 0,05–0,07 mm ➔ normal    | 0,05–0,07 mm     | kein Unterschied ➔ rund                                           | Normale Verarbeitung       | Normale Verarbeitung                                                                                               |
| 0,05–0,07 mm ➔ normal    | 0,07–0,09 mm     | Unterschied bis zu 0,02 mm ➔ oval                                 | Normale Verarbeitung       | - Wenn näher bei rundem Haar: Normale Verarbeitung - Wenn näher bei flachen Haar: Eine Wicklergröße kleiner wählen |
| 0,05–0,07 mm ➔ normal    | 0,08–0,10 mm     | Unterschied mehr als 0,02 mm ➔ flach                              | Normale Verarbeitung       | Eine Wicklergröße kleiner wählen                                                                                   |
| > 0,07 mm ➔ dick         | 0,07 mm          | kein Unterschied ➔ rund                                           | Eine Nuance dunkler wählen | Normale Verarbeitung                                                                                               |
| > 0,07 mm ➔ dick         | 0,10 mm          | Unterschied bis zu 0,03 mm ➔ oval                                 | Eine Nuance dunkler wählen | - Wenn näher bei rundem Haar: Normale Verarbeitung - Wenn näher bei flachen Haar: Eine Wicklergröße kleiner wählen |
| > 0,07 mm ➔ dick         | 0,11 mm          | Unterschied mehr als 0,03 mm ➔ flach                              | Eine Nuance dunkler wählen | Eine Wicklergröße kleiner wählen                                                                                   |

### Pflege
Neben der Haarfärbung und der Umformung, bestimmen die Haarstärke und der Haarquerschnitt auch die Pflege:
- Feines Haar sollte mit adstringierenden Pflegestoffen, die dem Haar Stabilität, Spannkraft und Fülle verleihen, gepflegt werden.
- Dickes Haar sollte mit Produkten gepflegt werden, die das Haar geschmeidig und frisierwillig machen. Wenn dickes Haar zusätzlich fettig ist, sollten Anti-Fett-Produukte eingesetzt werden. Der Einsatz einer Balsamspülung gegen fettige Kopfhaut und fettiges Haar erhöht zusätzlich die Frisierbarkeit des Haares.